# Distretto di Madean
Il distretto di Madean è uno dei trentatré distretti della provincia di Yauyos, in Perù. Si trova nella regione di Lima e si estende su una superficie di 220,72 chilometri quadrati.
Istituito il 26 marzo 1965, ha per capitale la città di Madean.